# Kaple svatého Floriána (Držovice)
Kaple svatého Floriána je barokní katolická kaple stojící na kopci za obcí Držovice.
Kaple svatého Floriána byla postavena roku 1708, stavební úpravou prošla patrně v roce 1867, tento letopočet je vytesán nad vchodem. Nachází se poblíž cihelny u staré silnice na Olomouc. Uvnitř se nedochovalo žádné původní vybavení, přesto se zde konají mše svaté. Roku 2011 byla obnovena tradice procesí ke kapli na svátek sv. Floriána.